# リベリア (小惑星)
リベリア (1816 Liberia) は、小惑星帯に位置する小惑星。
1937年、シリル・ジャクソンが南アフリカ連邦（現在の南アフリカ共和国）ヨハネスブルグのユニオン天文台で発見した。

## 名称
アフリカ西部の国 リベリアに因む。
命名は1980年2月の小惑星回報（MPC 5183）で公表された。同時に、1930年代にジャクソンが発見した小惑星のうち16個に対して、アフリカの地名に因んだ命名が行われている。たとえば、(1430) ソマリア や (1712) アンゴラ、(1817) カタンガ などである。

## 註
1. ↑  MPC 5183（1980年2月1日）